# متلازمة الارتجافات العضلية
متلازمة الارتجافات العضلية هي اضطراب نادر، يتضمن فرط استثارة الأعصاب الطرفية. وتُعد أكثر حدة من الاضطراب الشائع المرتبط بها والمعروف باسم متلازمة الارتجاف العضلي الحميد. تتسبب هذه المتلازمة في ارتجافات عضلية، وتقلصات، وألم، وإرهاق، وتيبس في العضلات، وهي أعراض مشابهة لتلك التي تُرى في الاعتلال العصبي العضلي (وهو اضطراب آخر مرتبط بها). قد يعاني المرضى المصابون بمتلازمة الارتجافات العضلية، مثلهم مثل المصابين بالاعتلال العصبي العضلي، من خدر أو وخز. معظم حالات متلازمة الارتجافات العضلية تُعد مجهولة السبب، رغم أن بعض الأبحاث تشير إلى وجود مكون مناعي ذاتي قد يكون له أساس وراثي بشكل جزئي. يتم تشخيص المتلازمة من خلال الفحص الإكلينيكي وتخطيط كهربية العضلات، حيث تُعد الارتجافات العضلية هي الشذوذ الوحيد (إن وُجد) الذي يظهر في تخطيط العضلات.
تُعد متلازمة الارتجافات العضلية حالة مزمنة. تشمل خيارات العلاج: الأدوية المضادة للتشنجات مثل كاربامازيبين، والأدوية المثبطة للمناعة، وتنقية نقل البلازما .

## العلامات والأعراض
الأعراض تتشابه كثيرًا مع تلك الموجودة في متلازمة الارتجاف العضلي الحميد، وتشمل ما يلي:
- تقلصات عضلية (وهي العرض الأساسي)[10]
- ألم في العضلات
- تيبس العضلات
- إرهاق عام
- القلق
- عدم تحمل التمارين الرياضية
- الإحساس بوجود كتلة في الحلق
- خدر أو وخز [11]
- فرط في المنعكسات العصبية

## التشخيص
إجراءات تشخيص متلازمة الارتجافات العضلية تتشابه إلى حد كبير مع إجراءات تشخيص متلازمة الارتجاف العضلي الحميد. ويكمن الفرق الأساسي بين الحالتين في أن أعراض متلازمة الارتجافات العضلية تكون عادةً أكثر حدة ووضوحًا، خاصةً من حيث الألم، والتقلصات، وتيبس العضلات، مقارنةً بمتلازمة الارتجاف العضلي الحميد.

## العلاج
العلاج يشبه إلى حد كبير علاج متلازمة الارتجاف العضلي الحميد.
وقد وُجد أن العلاج بكاربامازيبين يُسهم في تخفيف الأعراض بدرجة متوسطة.